# Waldighofen
Waldighofen település Franciaországban, Haut-Rhin megyében. Lakosainak száma 1555 fő (2022. január 1.). Waldighofen Steinsoultz, Roppentzwiller, Vieux-Ferrette, Riespach és Illtal községekkel határos.

## Népesség
A település népessége az elmúlt években az alábbi módon változott:
| Lakosok száma | 1530 | 1544 | 1568 | 1540 | 1538 | 1543 | 1544 | 1551 | 1555 |
|               | 2013 | 2015 | 2016 | 2017 | 2018 | 2019 | 2020 | 2021 | 2022 |